# Hypoderma tunicatum
Hypoderma tunicatum är en svampart som beskrevs av Ellis & Everh. 1894. Hypoderma tunicatum ingår i släktet Hypoderma och familjen Rhytismataceae.   Inga underarter finns listade i Catalogue of Life.